# Jeannine Leduc
Pour les articles homonymes, voir Leduc.
Jeannine A.J. Leduc, née le 5 juin 1939 à Gutschoven et morte le 27 octobre 2023, est une femme politique belge flamande, membre du OpenVLD.
Elle est institutrice et directrice d’école (en congé politique) et depuis 1995 présidente des Liberalen voor het Gemeenschapsonderwijs. 
Elle est membre, puis présidente du bureau national des PVV-Vrouwen (1970-1992) ; membre de l’Autonome Raad van het Gemeenschapsonderwijs (ARGO) (1989-1992) ; vice-présidente des VLD-Vrouwen (1992-1999).
Elle est officier de l’ordre de Léopold (2003)

## Fonctions politiques
- 1983-1992 : membre du CPAS de Wellen
- 1986-  [Quand ?]  : conseillère communale à Wellen
- 1986-1989 : présidente du CPAS de Wellen
- 1993-1995 : sénatrice élue directe
- 1993-1995 : membre du Conseil flamand
- 1995-1996 et
- 2001- [Quand ?]  : échevine à Wellen
- 1995-2007 : sénatrice élue directe 
  - 1999-2003 : présidente du groupe VLD
  - 2003-2007 : présidente du Collège des questeurs
- 1996-1998 : bourgmestre de Wellen